# Кантонская ярмарка
Кантонская ярмарка (The Canton Fair, кит. 广交会), или Китайская ярмарка импортных и экспортных товаров (CIEF) — самая крупная в Китае торговая выставка. Часто её называют главной витриной китайской промышленности и барометром внешней торговли Китая. Место проведения — крупнейший в Азии и третий в мире по величине выставочный центр «Пачжоу».

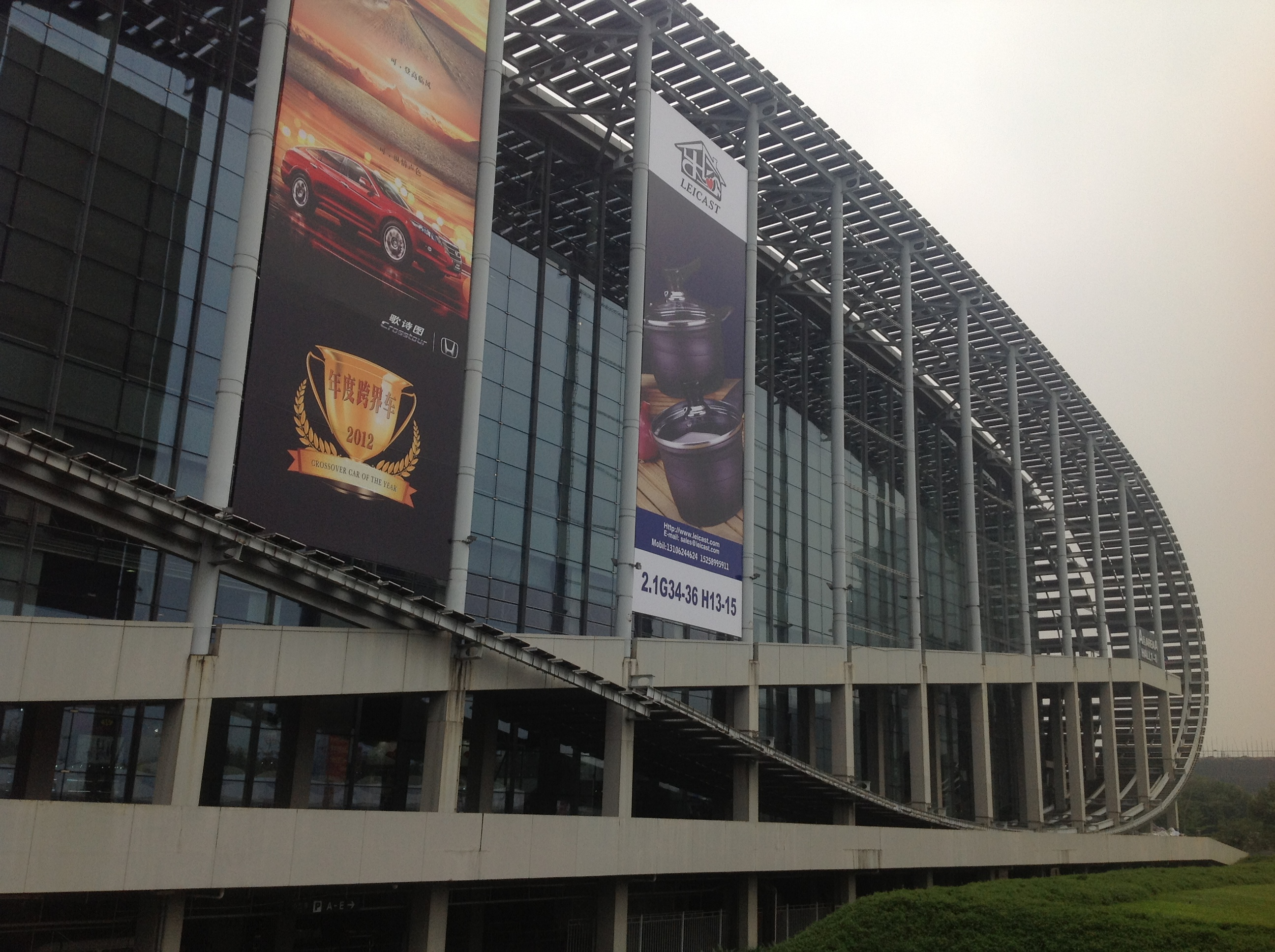
Выставочный комплекс Пачжоу

Ярмарка проходит в городе Гуанчжоу (провинция Гуандун, Южный Китай) дважды в год, весной и осенью. Каждая сессия состоит из 3 этапов, на которых поочередно экспонируются около 150 тыс. видов товаров. Имеет около 60 000 выставочных площадок (стендов).
Гуанчжоуская ярмарка впервые состоялась в 1957 году.

## 135-я Гуанчжоуская ярмарка
- с 15 апреля по 5 мая 2024[2]

## 117-я Китайская выставка импортно-экспортных товаров
Период проведения 117-й ярмарки: 15 апреля — 5 мая 2015 года.

## 113-я Китайская выставка импортно-экспортных товаров
Период проведения 113-й ярмарки: 15 апреля — 5 мая 2013 года. По данным организатора, выставочная площадь составила 1,16 млн м², количество стендов — 59 531, из них 58 631 — стенды китайских предприятий (на 16 китайских стендов больше, чем в прошлом году на 112-й сессии ярмарки). Общее число участников-экспонентов — 24 746, на 94 меньше по сравнению с предыдущей сессией. Число экспонентов в Национальном павильоне составило 24 184 (на 104 по сравнению с прошлой сессией) Архивная копия от 3 мая 2013 на Wayback Machine. Впервые организаторы представили мобильные приложения для ОС iOS и Android для участников выставки: 广交会 Canton Fair и e-Cantonfair.

## 110-я Китайская выставка импортно-экспортных товаров
Кантонская ярмарка вновь собирает бизнесменов со всего мира посмотреть на достижения китайской экономики, закупить подходящие товары и найти китайских партнеров. Фабрика бизнес решений, самая масштабная выставка Азии 110-ю Китайскую выставку импортных и экспортных товаров, началась 15 октября и закончилась 4 ноября 2011 года.

## 109-я Китайская выставка импортно-экспортных товаров
109-ю сессию Кантонской ярмарки посетили 207103 бизнесмена из разных стран мира, а стоимость заключенных ими контрактов оценивается в 36 млрд долларов.
Выставка проходит в три этапа, каждый из которых посвящён продуктам определенных отраслей экономики Китая:
1-й этап пройдет с 15 — 19 октября 2011 года и будет посвящён бытовой технике, промышленному оборудованию, электрооборудованию и строительным материалам.
2-й этап пройдет с 23 — 27 октября 2011 года будут представлены потребительские товары, подарки, сувениры и другие товары широкого потребления.
3-й этап пройдет с 31 октября по 4 ноября 2011 года посетителям представят китайскую одежду, обувь, сумки, текстильные изделия, медикаменты и многое другое.